# Nikolái Korotkov

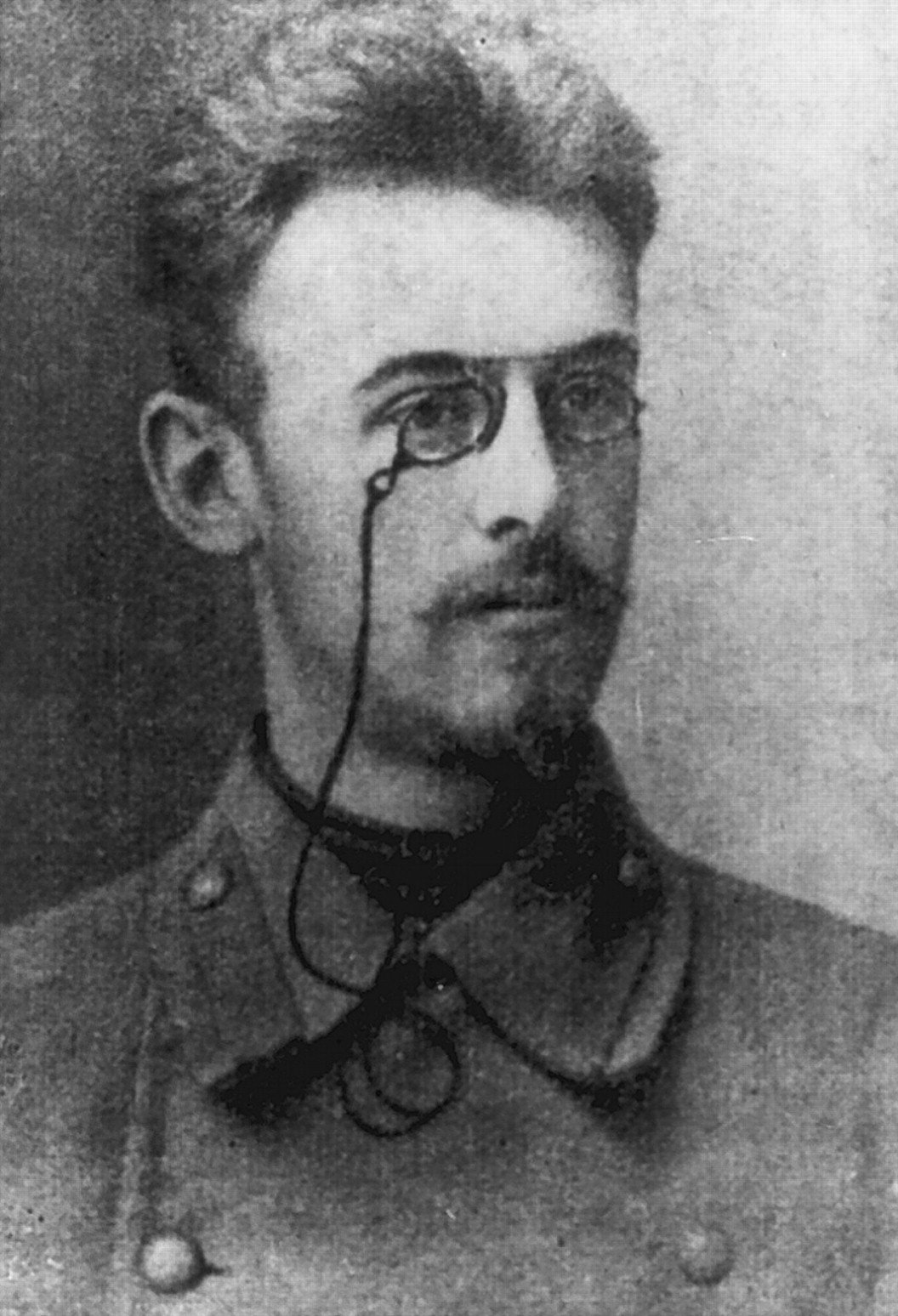
Nikolaï Korotkov.

Nikolái Serguéyevich Korotkov (Kursk, Imperio ruso, 13 de febrero de 1874 - Petrogrado, Unión Soviética, 4 de marzo de 1920) (en ruso: Николай Сергеевич Коротков), fue un médico e investigador ruso, pionero de la cirugía vascular.
Inventó un método para medir la presión sanguínea en 1905, que sigue siendo la base de los aparatos modernos del siglo XX y que interpreta los sonidos de la sangre, los denominados "sonidos de Korotkov". 
Nació en una familia de comerciantes y estudió en Kursk, su ciudad natal, y más tarde en la Facultad de Medicina de Járkov en 1893, y en la de Moscú a partir de 1895, donde finalizó con honores en 1898.
Después de haber estado internado en Moscú, ejerció el servicio militar en 1900 en el Lejano Oriente, particularmente en China, durante el levantamiento de los bóxers. Entró en la Cruz Roja, y estuvo destinado en Siberia, Ceilán, Japón y Singapur, antes de regresar a Moscú. Fue condecorado con la Orden de Santa Ana por su ayuda a los soldados heridos. Comienza entonces a investigar y traduce la obra «Die Chirurgische Diagnostik» («El diagnóstico quirúrgico») de Eduard Albert. En 1903 ingresa en la Academia de Medicina Militar de San Petersburgo como asistente quirúrgico. Durante la Guerra ruso-japonesa fue cirujano jefe en una de las divisiones de la Cruz Roja, en Harbin, donde comienza a interesarse por la cirugía vascular.

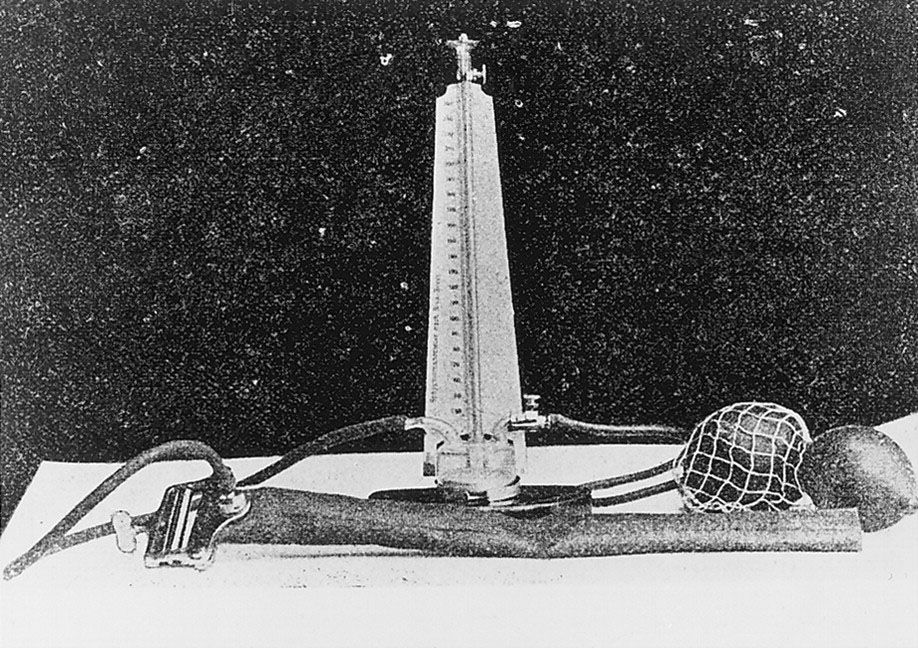
Tensiómetro a mercurio que perteneció a Korotkov.

Regresó a San Petersburgo en abril de 1905 para trabajar en su tesis doctoral, haciéndose famoso por la presentación de su método ido para la medición de la presión sanguínea ante la Academia de Medicina Imperial. Su doctorado lo terminó en 1910. Trabajó entonces como cirujano en las minas de oro de Lensk. Durante la Primera Guerra Mundial fue asignado para ayudar a los inválidos en Tsárskoye Seló.
Después de la Revolución de Octubre se convirtió en médico jefe del Hospital Metchnikov de Petrogrado hasta su muerte en 1920.
Sus restos yacen en el cementerio Bogoslovskoye de San Petersburgo.

## Obras
- Khirurgicheskaia diagnostika, traducción al ruso de Diagnostik der chirurgischen Krankheiten (de Eduard Albert). 1901
- On methods of studying blood pressure. Bull Imperial Acad Med (St. Petersburgo) 4 (1905) 365
- Contribution to the methods of measuring blood pressure; second preliminary report 13 December 1905. Vrachebnaya Gazeta 5 (1906) 128, 10 (1906) 278
- On the problem of the methods of blood pressure research. Izv Voenno-Med Akad 11 (1905) 365, 12 (1906) 254
- Experiments for determining the efficiency of arterial collaterals. Stremeannaia, 12. PP Soykine, St. Petersburgo 1910